# Favia gravida
Favia gravida är en korallart som beskrevs av Addison Emery Verrill 1868. Favia gravida ingår i släktet Favia och familjen Faviidae. Inga underarter finns listade i Catalogue of Life.